# Trey Taylor
Trey Taylor (Frisco, 30 gennaio 2001) è un giocatore di football americano statunitense che milita nel ruolo di safety per i Las Vegas Raiders della National Football League (NFL). Al college ha giocato per l'Air Force.

## Carriera universitaria
Taylor, originario di Frisco in Texas, cominciò a giocare a football nella locale Lone Star High School. Valutato come un prospetto medio per il college football, due stelle su cinque, nel 2019 andò a giocare per la United States Air Force Academy con i Falcons che militano nella  Mountain West Conference (MW) della Divisione I della Football Bowl Subdivision (FBS) della NCAA.
Nelle prime due stagioni con i Falcons, nel 2019 e nel 2020, Taylor non fece nessuna presenza. Nella stagione 2021 fece 10 presenze con 62 tackle, un sack, un intercetto, cinque passaggi deviati e un fumble forzato. Nel 2022 giocò 13 gare con 69 tackle, un sack, due intercetti, quattro passaggi deviati. Al termine della stagione fu inserito nel Second-team All-MW. Nella stagione 2023 giocò le 13 partite stagionali facendo 74 tackle, 0,5 sack, tre intercetti, quattro passaggi deviati e un touchdown. Fu quindi premiato con il Jim Thorpe Award, premio che individua il miglior defensive back del college. Taylor fu inoltre inserito nel First-Team All-America e nel First-Team All-MW.
Premi e riconoscimenti
- Jim Thorpe Award (2023)
- First-team All-America (2023)
- First-team All-MW (2023)
- Second-team All-MW (2022)

## Carriera professionistica

### Las Vegas Raiders
Taylor fu scelto nel corso del settimo giro (223ª scelta assoluta) del Draft NFL 2024 dai Las Vegas Raiders. Il 9 maggio 2024 Taylor firmò il suo contratto da rookie: un accordo quadriennale da 4,13 milioni di dollari, di cui 118.000 dollari garantiti alla firma.
Il 27 agosto 2024 fu inserito in lista riserve/infortunati ma designato a tornare attivo in breve tempo. Riprese ad allenarsi il 2 ottobre e tornò nel roster attivo il 12 ottobre. Debuttò da professionista il 13 ottobre 2024 nella gara del sesto turno, la sconfitta 13-32 contro i Pittsburgh Steelers.